# Kazuyoshi Hoshino
Kazuyoshi Hoshino (星野 一義 Hoshino Kazuyoshi?,  Prefectura de Shizuoka, 1 de julio, 1947) es un expiloto de automovilismo japonés, destacado a nivel profesional en su país.
Hoshino fue campeón japonés de motocross con Kawasaki antes de pasarse a los coches como piloto oficial de Nissan en 1969.
Las dos participaciones de Hoshino en Fórmula 1, ambas con Heros Racing, tuvieron lugar en 1976 y 1977 en su Gran Premio de Japón. En la primera pilotando un Tyrrell, donde llegó a rodar tercero acabó abandonando con un problema de neumáticos, y en la segunda un Kojima Engineering, donde terminó la carrera en el puesto undécimo.
Hoshino fue vencedor seis veces del campeonato japonés de Fórmula 2000/Fórmula 2/Fórmula 3000 (hoy Fórmula Nippon) en los años 1975, 1977, 1978, 1987, 1990 y 1993. En dicha categoría, ostenta además los récords de 41 victorias y 95 podios. Con más de 40 años supera en su último título a pilotos como Eddie Irvine, Heinz-Harald Frentzen o Mika Salo.
También compitió en el Fuji Grand Champion, resultando campeón cinco veces en 1978, 1982, 1984, 1985 y 1987, con un saldo de 28 victorias y 42 podios. Más tarde disputó el Campeonato Japonés de Turismos (JTCC), proclamándose campeón junto con Toshio Suzuki en 1990 con un Nissan Skyline GT-R, y el Campeonato Japonés de Sport Prototipos, donde obtuvo los títulos de 1991 y 1992 con evoluciones del Nissan R90C, con victorias en los 1000 km de Suzuka de 1990 y los 1000 km de Fuji de 1985 y 1991. Participó en pruebas de resistencia internacionales, consiguiendo la victoria en las 24 Horas de Daytona con Toshio Suzuki y Masahiro Hasemi en 1992.
Puso fin a su carrera de piloto en el 2002. En la actualidad dirige el equipo Impul, participando con éxito dentro del Campeonato Japonés de Gran Turismos y de la Fórmula Nippon.

## Resultados

### Fórmula 1
(Clave) (negrita indica pole position) (cursiva indica vuelta rápida)

| Año     | Escudería    | 1   | 2   | 3   | 4   | 5   | 6   | 7   | 8   | 9   | 10  | 11  | 12  | 13  | 14  | 15  | 16      | 17     | Pos. | Puntos |
| ------- | ------------ | --- | --- | --- | --- | --- | --- | --- | --- | --- | --- | --- | --- | --- | --- | --- | ------- | ------ | ---- | ------ |
| 1976    | Heros Racing | BRA | RSA | USW | ESP | BEL | MON | SWE | FRA | GBR | GER | AUT | NED | ITA | CAN | USA | JPN Ret |        | NC   | 0      |
| 1977    | Heros Racing | ARG | BRA | RSA | USW | ESP | MON | BEL | SWE | FRA | GBR | GER | AUT | NED | ITA | USA | CAN     | JPN 11 | NC   | 0      |
| Fuente: |              |     |     |     |     |     |     |     |     |     |     |     |     |     |     |     |         |        |      |        |